# Blainville-sur-Orne
Blainville-sur-Orne är en kommun i departementet Calvados i regionen Normandie i norra Frankrike. Kommunen ligger i kantonen Ouistreham som ligger i arrondissementet Caen. År 2022 hade Blainville-sur-Orne 5 991 invånare.

## Befolkningsutveckling
Antalet invånare i kommunen Blainville-sur-Orne
Referens: INSEE